# Comarca de Valdeorras
La comarca de Valdeorras es una comarca de Galicia situada en el noreste de la provincia de Orense. Pertenecen a esta comarca los siguientes municipios: El Barco de Valdeorras, La Rúa, El Bollo, Carballeda de Valdeorras, Laroco, Petín, Rubiana, La Vega y Villamartín de Valdeorras. En total, la comarca de Valdeorras abarca 968,90 km², y se caracteriza por su elevación, pues en ella se localiza el pico más alto de Galicia, Peña Trevinca (2127 m). Su gentilicio es valdeorrés/esa.
Para la iglesia católica, esta comarca pertenece a la diócesis de Astorga.

## Geografía
El río Sil divide la región en tres áreas, el valle y las montañas que se encuentran al norte y al sur. El valle del Sil contiene numerosos sedimentos terciarios. En las montañas del sur, Sierra del Eje, Sierra Calva y Sierra Segundera se localizan las mayores altitudes de Galicia, dominando los escarpados relieves con abundantes formas periglaciares. El relieve montañoso del norte está formado por la Sierra de Cereixedo, Sierra de los Caballos y la Sierra de la Encina de la Lastra. El sistema fluvial de la región se concentra en el Sil, que es el principal curso de agua y todos los demás ríos son afluentes del mismo. Los afluentes de la derecha son ríos cortos, ya que los picos están próximos al valle, destacando los ríos Galir, Cigüeño, Mariñán, Farelos, y el río Leira; los afluentes de la izquierda son más largos, destacando entre ellos el Casoyo y el Bibey, y el Jares, que a su vez es afluente de este último. El clima de la región es oceánico montañoso en las zonas más altas y oceánico mediterráneo en el valle del Sil. Valdeorras cuenta con áreas protegidas, el Parque natural de la Sierra de la Encina de la Lastra, el Macizo Central y Peña Trevinca.

## Economía
La economía está basada principalmente en la explotación de canteras de pizarra, pero también en la agricultura (vino especialmente) y ganadería.

## Historia
La historia del valle de Valdeorras ha estado muy influida por la presencia romana. Sin embargo, existen numerosas pruebas de la presencia anterior a la llegada de los romanos. Han aparecido restos de enterramientos rupestres ('mámoas') y también hay numerosos topónimos de origen prerromano. 
Las primeras citas históricas del valle de Valdeorras aparecen en clásicos como Plinio que habla de los Gigurri. Tradicionalmente se han considerado estas tribus astures (Gigurros, y Calubrigensis, de la Gallaecia prerrománica), como las denominaron los griegos antiguos, como los antiguos pobladores de Valdeorras. 
La llegada de los romanos cambió sustancialmente el valle. El principal elemento romanizador fue la construcción de la Vía XVIII de la que quedan como muestra varios puentes en la actualidad.
Tras los romanos, que buscaban el oro que había en el río Sil, llegaron los suevos y los visigodos y posteriormente, la repoblación, el cristianismo y la influencia de las órdenes monásticas. En 1624 se pone en marcha el Monasterio de Las Ermitas, que en la actualidad se ha convertido en el más importante lugar de culto de la comarca.
En 1822, esta comarca, junto con la vecina de Trives, perteneció a la Provincia del Vierzo (situada dentro de la Región Leonesa). Aun perteneciendo hoy día a provincias diferentes, León y Orense, El Bierzo y Valdeorras mantienen importantes lazos económicos y de servicios. En 1833 se separó la provincia berciana en dos, según el diputado leonés, Benito Lobato, “era partidario de dejar para Orense una parte del Bierzo con tal de mantener la mayor porción con León (…)”.
Durante la guerra de Independencia, el valle de Valdeorras asistió a diversas escaramuzas entre las tropas francesas por un lado y el ejército inglés junto con las tropas españolas y los guerrilleros locales.
A finales del siglo XIX tiene lugar un hecho decisivo para la economía y la historia humana de Valdeorras, el 1 de septiembre de 1883 se abre al tráfico la línea férrea Palencia-La Coruña, quedando el valle comunicado por ferrocarril a la modernidad.
Finalmente, durante buena parte del siglo XX el acontecimiento más notable fue la constante emigración primero a Cuba y América del Sur (Argentina, Uruguay...) y posteriormente a Alemania, Francia y Suiza principalmente.

## Territorio y población

### Municipios
| Municipio                 | Extensión (km²) | % del total | Habitantes (2019) | % del total | Densidad (hab/km²) | Altitud (metros) | Distancia a/desde El Barco de Valdeorras (km) | Número de Parroquias | Parroquias |
| ------------------------- | --------------- | ----------- | ----------------- | ----------- | ------------------ | ---------------- | --------------------------------------------- | -------------------- | --- |
| El Barco de Valdeorras    | 86,1            | 8,9         | 13.395            | 52,5        | 155,6              | 325              | -                                             | 14                   | Alijo, El Barco, El Castro, Cesures, Coedo, Entoma, Forcadela y Nogaledo, Millaroso y San Turjo, La Puebla, Santa Marina, Santigoso, Villanueva, Viloira, Jagoaza |
| El Bollo                  | 91,2            | 9,4         | 884               | 3,5         | 9,7                | 748              | 27                                            | 18                   | El Bollo, Buján, Cambela, Celavente, Chandoiro, Chao de Castro, Las Ermitas, Fornelos, Lentellais, Paradela, San Martín, Santa Cruz, El Seijo, Teixido, Tuje, Valdanta, Villaseco, Java                                                                                             |
| Carballeda de Valdeorras  | 222,7           | 23,0        | 1.545             | 6,1         | 6,9                | 369              | 7                                             | 17                   | Candeda, Carballeda, Casayo, Casoyo, Domiz, Lardeira, Portela del Trigal, Pumares, Pusmazán, Riodolas, Robledo, San Justo, Santa Cruz, Sobradelo, Soutadoiro, Vila, Villadequinta                                                                                                   |
| Laroco                    | 23,7            | 2,4         | 429               | 1,7         | 18,1               | 545              | 20                                            | 4                    | Freijido, Laroco, Portomourisco, Seadur |
| Petín                     | 30,4            | 3,1         | 861               | 3,4         | 28,3               | 306              | 15                                            | 6                    | Freixido, Mones, Petín, Portomourisco, Santa María de Mones, El Monte |
| Rúa                       | 35,9            | 3,7         | 4.314             | 16,9        | 120,2              | 311              | 13                                            | 3                    | Roblido, Rúa, San Julián |
| Rubiana                   | 100,7           | 10,4        | 1.393             | 5,5         | 13,8               | 512              | 5                                             | 10                   | Barrio y Castelo, Biobra, Cobas, Oulego, Pardellán, Porto, Quereño, Robledo, Rubiana, Vega de Cascallana |
| La Vega                   | 290,5           | 30,0        | 889               | 3,5         | 3,1                | 873              | 39                                            | 29                   | Baños, Candeda, Carracedo, Casdenodres, Castromao, Castromarigo, Corejido, Corzos, Curra, Espiño, Edreira, Lamalonga, Meda, Meijid, El Puente, Prada, Prado, Pradolongo, Requejo, Riomao, San Fiz, San Lorenzo, Santa Cristina, Seoane, Valdín, La Vega, Vilaboa, Villanueva, Jares |
| Villamartín de Valdeorras | 88,3            | 9,1         | 1.790             | 7,0         | 20,3               | 321              | 8                                             | 11                   | Arcos, Arnado, Cernego, Córgomo, Correjanes, El Mazo, La Portela, San Miguel de Otero, San Vicente de Leira, Valencia de Sil, Villamartín de Valdeorras |
|                           | 969,5           | 100,0       | 25.500            | 100,0       | 26,3               |                  |                                               | 112                  | |

### Evolución demográfica
| Gráfica de evolución demográfica de Comarca de Valdeorras entre 1842 y 2019            |
|                                                                                        |
| Fuente Instituto Nacional de Estadística de España - Elaboración gráfica por Wikipedia |